# Electragapetus mayaensis
Electragapetus mayaensis là một loài Trichoptera trong họ Glossosomatidae. Chúng phân bố ở miền Cổ bắc.